# Musée d'Histoire de Madrid
Le musée d'Histoire de Madrid (en espagnol : Museo de Historia de Madrid, anciennement Museo municipal de Madrid — « musée municipal de Madrid »), fondé en 1929 est situé au centre de Madrid. Il occupe l'édifice de l'ancien hospice royal Saint-Ferdinand, construit par l'architecte Pedro de Ribera dans un style baroque. L'entrée principale est considérée comme l'une des œuvres les plus représentatives de l'architecture baroque civile espagnole.

## Histoire
En 1673, l'hospice royal Saint-Ferdinand est fondé. De l'édifice original, seule la chapelle est conservée, ayant été réformée au cours du XVIIIe siècle.
Isabel Gea (es), écrivaine et journaliste espagnole, commente dans ses recherches sur les rues de Madrid qu'en cet emplacement se trouvait l'ermite consacrée à Saint Paul, qui donna lieu par la suite à la Corredera Alta de San Pablo (es).
En 1919, l'ensemble est déclaré monument historico-artistique grâce à l'intervention de l'Académie royale des beaux-arts de San Fernando et de la Société espagnole des amis de l'art, permettant ainsi sa conservation face à la menace de tomber en ruine. En 1926, cette société y organise l'Exposición del Antiguo Madrid (« Exposition de l'Ancienne Madrid »), après que l'édifice a été restauré par la mairie pour l'occasion. À la suite de son grand succès, la mairie décide de créer le musée municipal de Madrid, qui sera inauguré le 10 juin 1929. Son répertoire initial est en grande partie basé sur la donation de l'ingénieur et collectionneur Félix Boix (es) : plus de 700 objets, parmi lesquels des estampes, des photographies, des toiles, des porcelaines.
En 2002, des travaux de réhabilitation intégrale commencent pour le moderniser et améliorer l'accès visiteur.

## Contenus

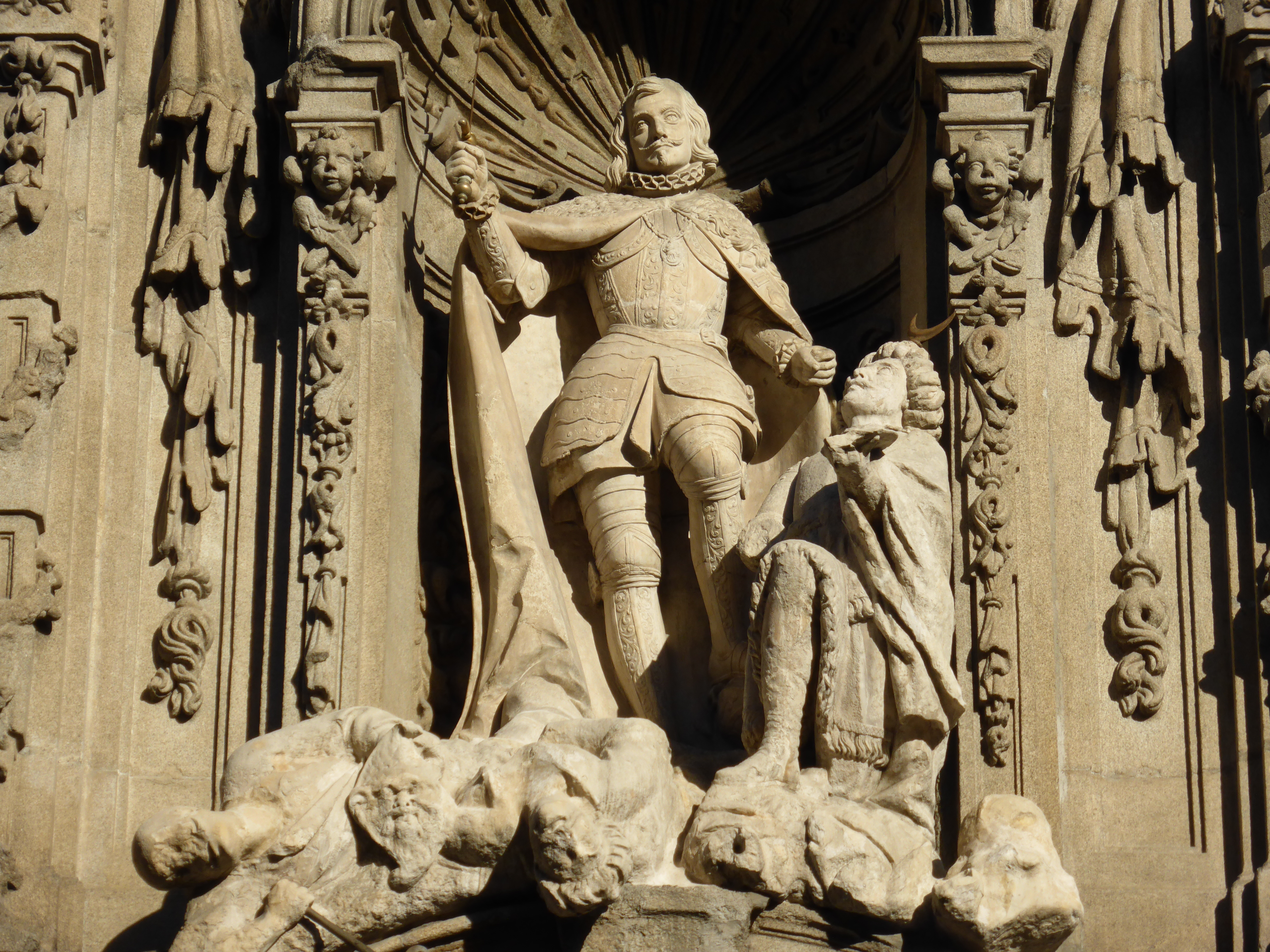
Sculpture de San Fernando, dans la façade principale.

Le musée est conçu comme un complexe traversé par l'histoire de Madrid depuis qu'elle est déclarée capitale de l'Espagne au XVIe siècle. Les collections municipales antérieures sont exhibées au musée de San Isidro, également appelé « musée des Origines », qui est situé près de l'église de Saint-André (es) et de la chapelle de l'évêque de Madrid (es), en plein Madrid de los Austrias (es).
Les collections du musée d'Histoire se caractérisent par sa variété typologique et thématique. Sont particulièrement notables celles de peinture, sculpture, meubles, éventails des XVIIIe et XIXe siècles, cartes, maquettes, porcelaine des fabriques royales et argenterie, réparties dans un total de 14 salles.
Parmi les œuvres les plus représentatives, la plus célèbre et importante est Allégorie de la ville de Madrid de Francisco de Goya, qui a été plusieurs fois altérée. On retrouve à ses côtés un portrait de Manuel Godoy, alors général et étant de plus en plus présent à la cour du roi, réalisé par Francisco Bayeu, ainsi qu'un portrait de Charles IV réalisé par Antonio Carnicero Mancio. Une autre œuvre notable était la Virgen con el Niño en un trono de Pedro Berruguete, qui est finalement transférée en 2013 au musée du Prado par un commodat de 5 ans prolongeables. À noter également la colossale Virgen con san Fernando de Luca Giordano, qui préside la chapelle, les pièces de porcelaine de la Fabrique royale du Buen Retiro et la monumentale Maqueta de Madrid réalisée par León Gil de Palacio (es) entre 1828 et 1830. Le musée aussi conserve plusieurs peintures des XIXe et XXe siècles d'artistes tels que Joaquín Sorolla, Raimundo de Madrazo, Aureliano de Beruete, Ricardo Baroja ainsi que des gravures de José Luis Gutiérrez Solana.
Le musée du Prado prête de nombreuses œuvres illustrant différents aspects de Madrid à travers l'histoire, comme ses rois (Busto de Felipe II : « buste de Philippe II », un bronze attribué à Jacques Jonghelinck ; Carlos V y Felipe II (« Charles Quint et Philippe II », peinture d'Antonio Arias ; Felipe V (« Philippe V », peint par Hyacinthe Rigaud) ou les tapisseries du XVIIIe siècle (cartons de Ramón Bayeu et José del Castillo), ainsi que le palais du Buen Retiro avec Vista del estanque grande (« Vue du grand étang ») de Juan Bautista Martínez del Mazo, ou encore les ambiances dans les cafés de la capitale grâce aux tableaux de Leonardo Alenza.
Images de la Maqueta de Madrid

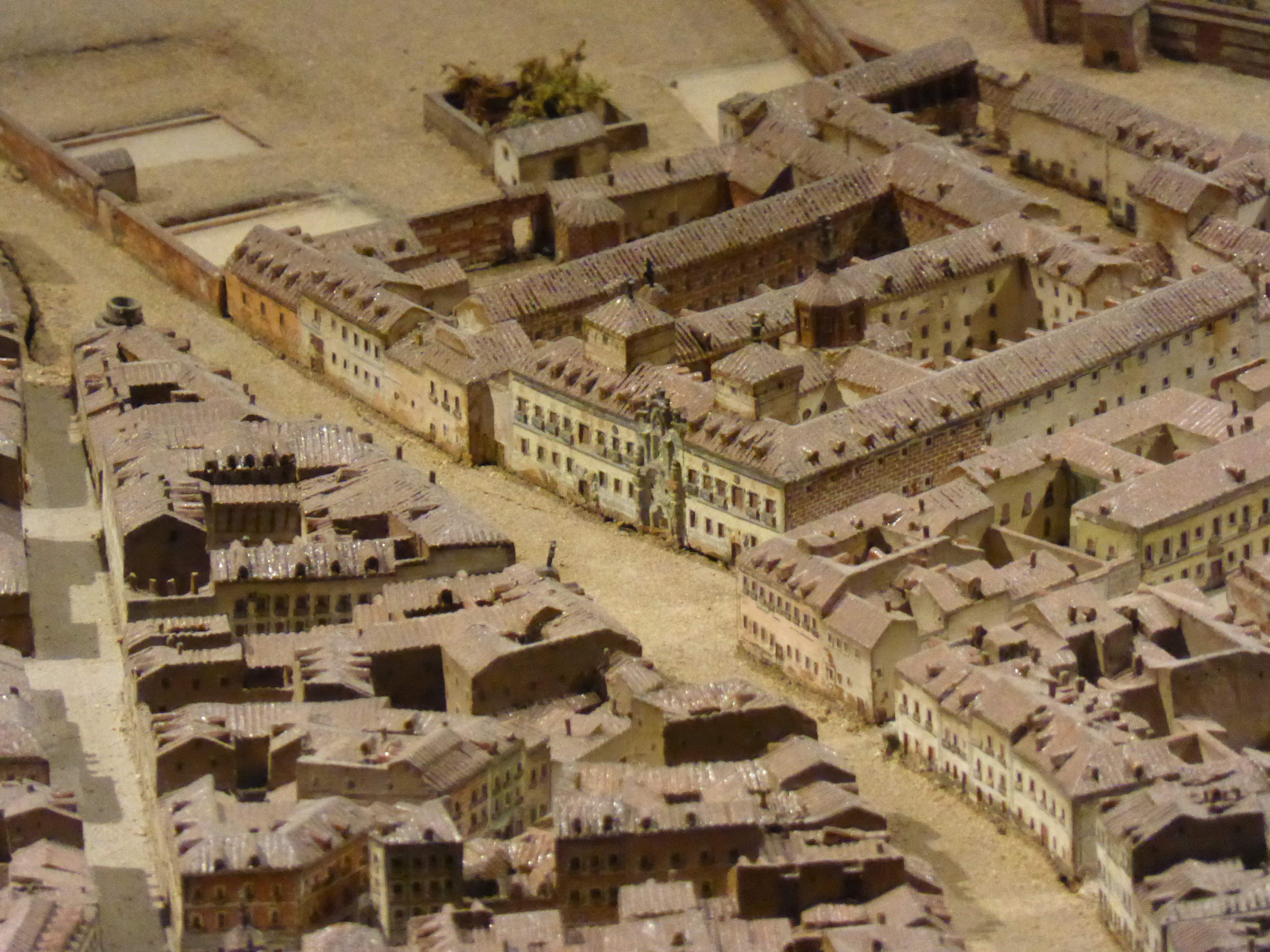
Détail de la maquette de Madrid. Calle de Fuencarral avec le pâté de maisons constituant l'hospice royal Saint-Ferdinand, aujourd'hui musée d'Histoire.
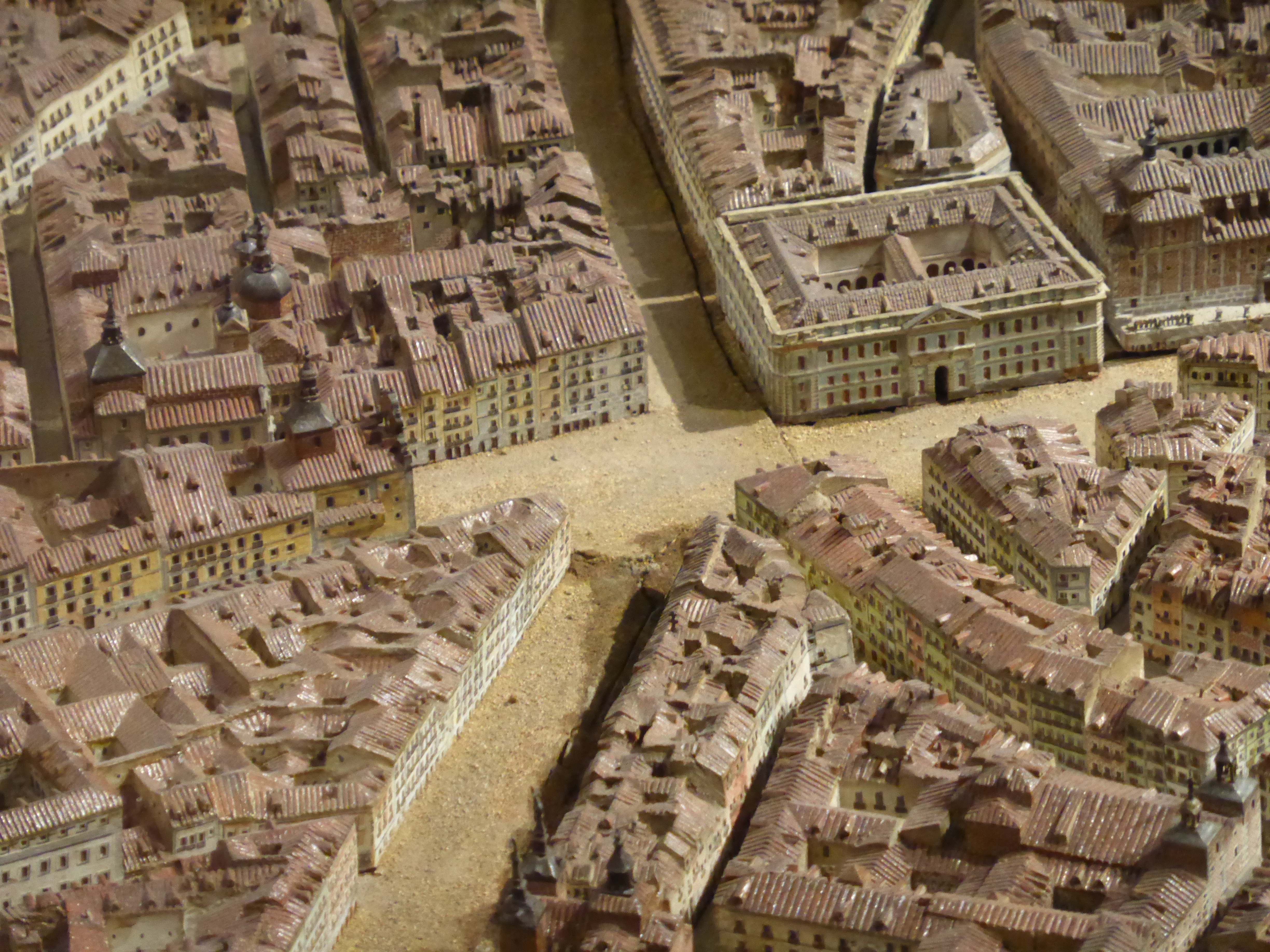
Détail de la maquette de Madrid. La Puerta del Sol
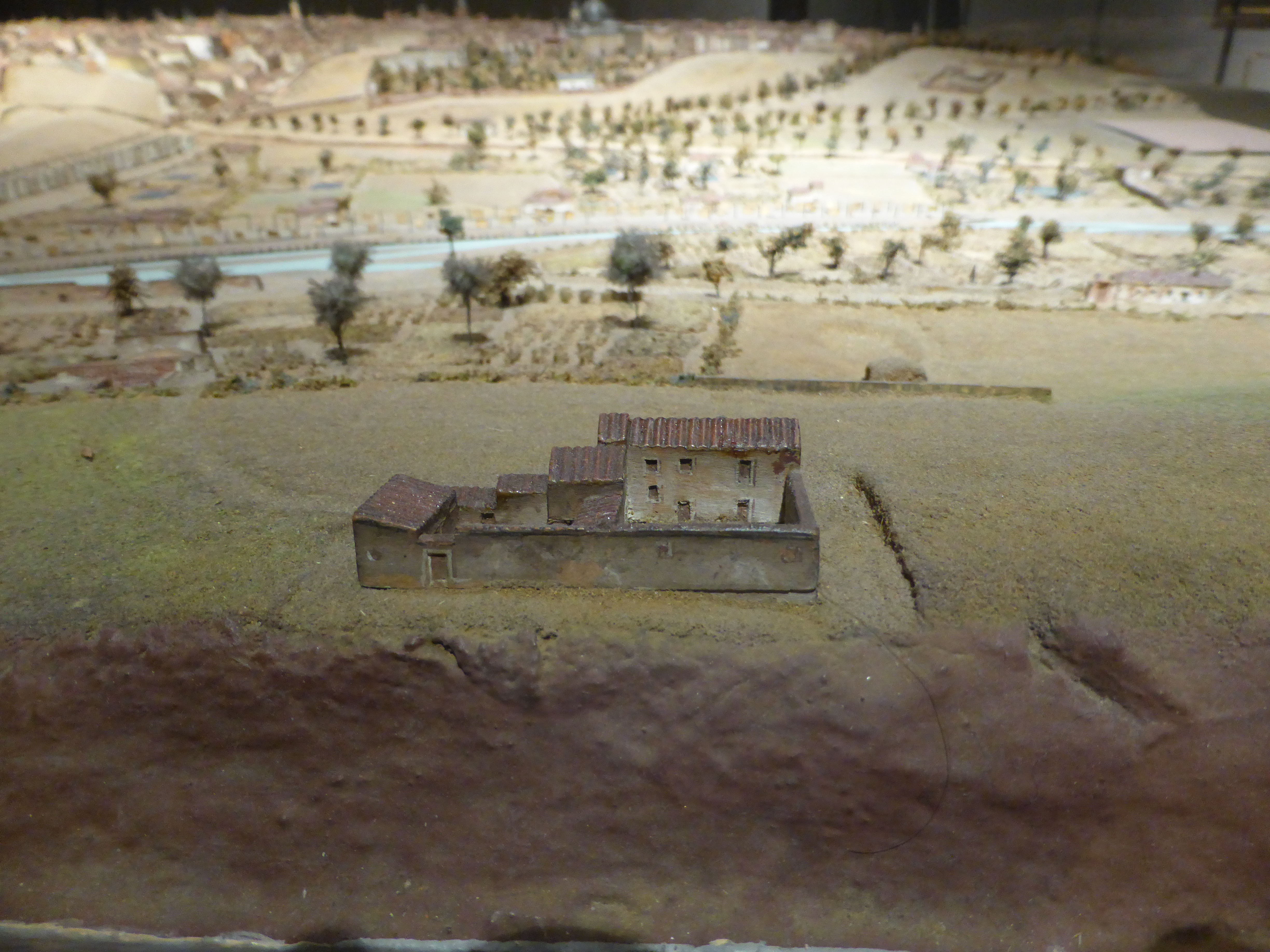
Détail de la maquette de Madrid. La Quinta del Sordo, où Francisco de Goya a réalisé ses Peintures noires[5].